# Johann Nikodem von Flüe
Johann Nikodem von Flüe (* 7. Mai 1734 in Sachseln; † 13. Februar 1823 ebenda) war ein Schweizer Offizier in französischen Diensten und Obwaldner Landammann und Pannerherr.

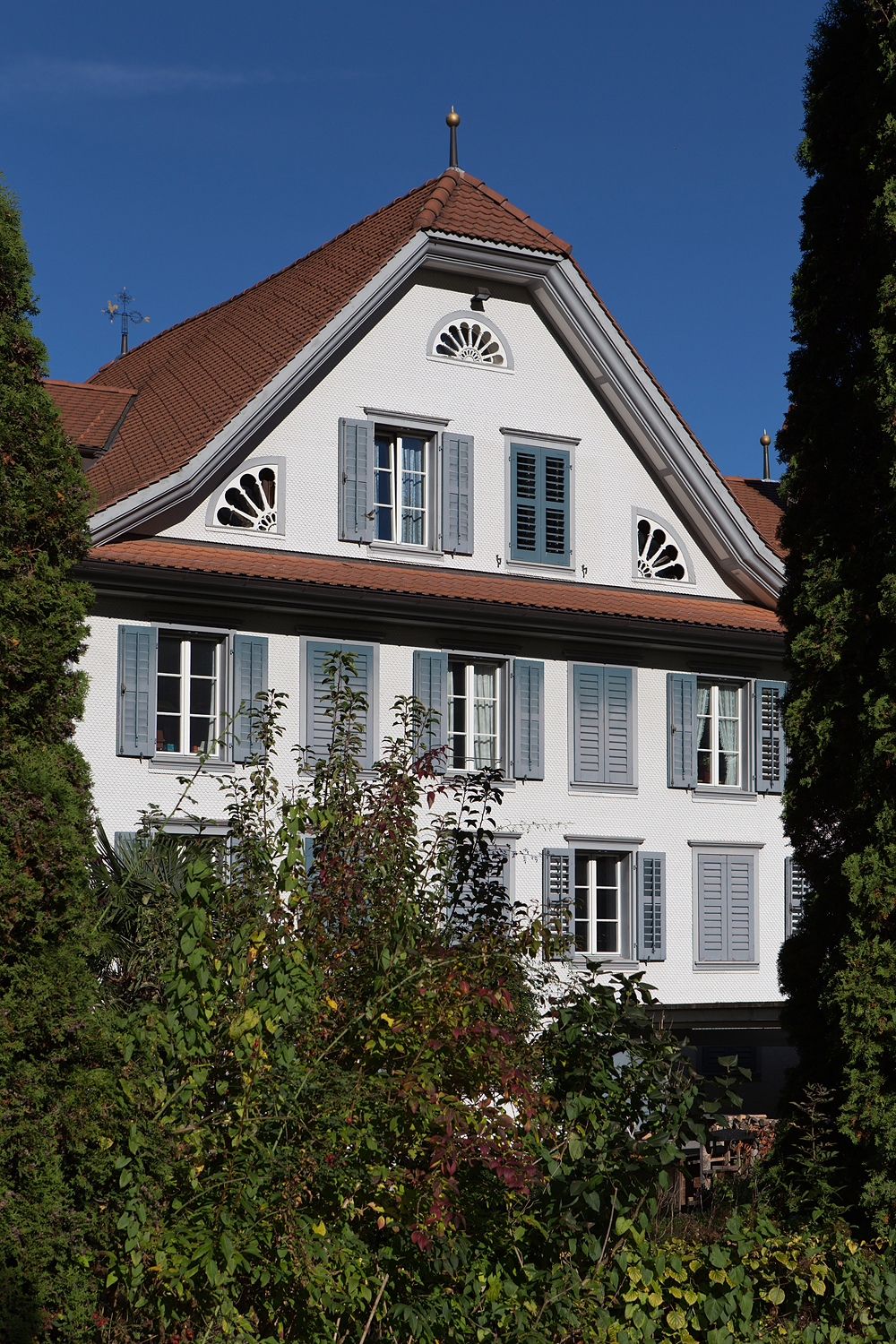
Das Landhaus Obkirchen, erbaut um 1600

Von Flüe war der Sohn des Johann Wolfgang von Flüe (1691–1754) und der Marie Regina Wirz und damit Nachfahre von Niklaus von Flüe. Er war mit Marie Franziska Achermann aus Nidwalden verheiratet. Joseph Ignaz von Flüe (1762–1813) und Nikolaus von Flüe (1763–1839) waren ihre Söhne. Er wohnte auf Obkirchen in Sachseln.
Von Flüe betrieb Studien in Muri und Luzern. Ab 1748 war er mit 14 Jahren bereits Unterleutnant in der französischen Halbkompanie seines Cousins Johann Peter von Flüe (1709–1783) bzw. der Kompanie seines Vaters. Ab 1750 war er Oberleutnant und von 1754 bis ca. 1770 Hauptmann. Von 1763 bis 1768 war er Eigentümer der Frankreich-Kompanie.
1754 wurde von Flüe Obwaldner Ratsherr und 1755 Major der Obwaldner Hilfstruppen für Uri im Kampf gegen die Leventiner. Er war weiterhin jedes zweite Jahr in französischen Diensten, so 1756–1759 auf Korsika und 1760–1762 auf französischer Seite im Feldzug in Deutschland. Für letzteren Einsatz wurde von Flüe als Ritter (Chevalier) des St.-Ludwigs-Ordens (Ordre royal et militaire de Saint-Louis) ausgezeichnet.
1760 wurde von Flüe Obwaldner Landesfähnrich, ab 1771 war er öfter Tagsatzungsgesandter und 1772–1796 alle vier Jahre Landammann. Von 1774 bis 1776 und von 1790 bis 1792 war er Landvogt im Thurgau. 1783 bis 1798 war er Pannerherr von Ob- und Nidwalden.
Nach 1798 übernahm von Flüe diverse Ämter, so war er erster Statthalter des Distrikts Sarnen und Obereinnehmer des Kantons Waldstätten. 1801 war er Abgeordneter an die helvetische Tagsatzung in Bern. Ab 1803 konnte er seine politische Karriere in Obwalden nicht mehr fortsetzen.
Die Blasonierung seines Wappens ist: «In Blau auf grünem Freiberg ein steigender gelber Löwe mit weissen Tatzenhochkreuz in den Pranken».